# 水谷勝宗
水谷 勝宗（みずのや かつむね）は、備中国松山藩2代藩主。

## 生涯
初代藩主・水谷勝隆の長男。寛文4年（1664年）、父の死去によりその跡を継ぐ。このとき、弟の勝能に2000石を分与した。寛文6年（1666年）、京極高国が改易されたとき、丹後宮津城の守備を務めた。貞享元年（1684年）、外様大名から譜代大名に列せられたが、このために江戸城における勤務が極端に長くなったため、しばらく藩政は嫡男の勝美と家老の鶴見良俊が担当した。勝宗の藩政においては、新田開発や水路の建設、城下町の建設などに尽力している。また、3年にわたって松山城の改修を行っており、現存する重要文化財の天守は勝宗の代に現在の姿となったものである。元禄2年（1689年）閏正月に家督を勝美に譲って隠居し、同年2月19日、桜田屋敷で死去した。享年67。

## 系譜
- 父：水谷勝隆（1597-1664）
- 母：寺沢広高の娘
- 正室：青山幸成の娘
  - 次男：水谷勝美（1663-1693）
- 後室：栄子 - 松尾相氏の娘、後大奥上臈「梅津」
- 生母不明の子女
  - 三男：水谷勝時
  - 女子：平山常時室